# Adel Sellimi
Adel Sellimi (en àrab عادل السليمي) nascut el 16 de novembre de 1972 al districte de Bab Jedid de Tunis és un jugador de futbol retirat de Tunísia.
Fitxà des de petit al Club Africain de Tunis, on hi romangué 14 anys i guanyà dues lligues i una copa del país. Jugà una gran Copa d'Àfrica de Nacions 1996, fet que el portà a fitxar pel FC Nantes Atlantique de la lliga francesa. El mateix any disputà uns brillants Jocs Olímpics de 1996 a Atlanta. Al club francès no hi brillà i el 1998 fitxà pel Real Jaén i un any més tard pel SC Freiburg de la segona divisió alemanya. Jugà els Mundials de 1998 i 2002 amb la selecció.
El 2006 debutà com a entrenador a l'Avenir Sportif de Gabès i posteriorment dirigí el Jendouba Sports, amb el qual ascendí a primera divisió.